# Capital megye (Corrientes)
Capital egy megye Argentínában, Corrientes tartományban. A megye székhelye Corrientes.

## Települések
Önkormányzatok és települések (Municipios y comunas)
- Corrientes
- Laguna Brava
- Riachuelo